# 경영

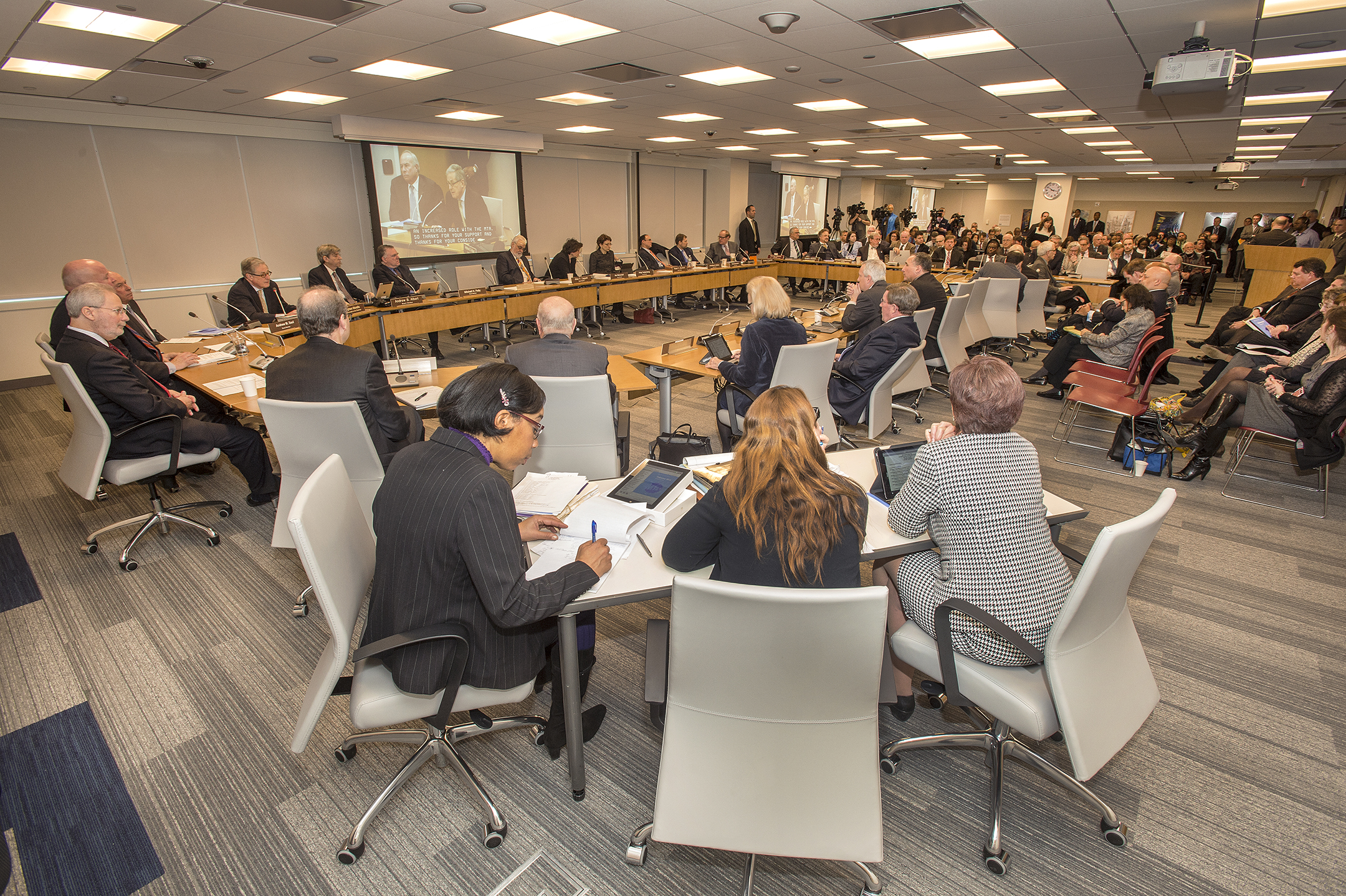

경영(經營, 영어: management)은 '조직에 관한 의사결정을 행하는 행동'을 말한다.
경영이라는 말은 대한민국의 학계나 실업계에서 그 개념이 극히 모호하게 또 추상적으로 사용되고 있다. 경영한다는 것은 어느 경제단위를 그 설립목적에 부합하도록 의식적으로 계획·유도하고 지휘하는 것을 말한다. 예를 들면 학교·병원·고아원 등과 같은 비영리적 경제단위나 영리적 경제단위인 주식회사를 경영한다는 것은 이들 경영체의 설립목적에 부응하도록 계획하고 낭비없이 밀고간다는 것을 말한다. 또한 기업이라는 말도 역시 구분되어 있지 않은데, 기업이란 위험성을 인식하고도 그 위험성을 극복, 더욱 큰 이윤을 추구하고자 하는 그 경제단위의 설립목적을 달성하려고 시도하는 것을 말한다. 이렇게 볼 때 모든 경제단위(비영리적 경제단위와 영리를 목적으로 하는 경제단위)는 경영체이며, 특히 영리를 목적으로 경영하는 경제단위를 기업체라고 부른다. 물론 기업체를 경영한다는 것은 기업체의 목적달성이 성취되도록 시도한다는 것을 뜻한다.

## 의미

### 경영이란 개념의 변화
경영이란 말은 오래전부터 있었으나 여기서 사용하는 의미는 새로운 개념이다.

1. 규모(規模)를 정하고 기초를 세워 일을 해나감.
2. 계획을 세워 사업을 해나감.
3. 〔경〕계속적 사업을 경제적으로 해나가기 위한 작업상의 조직.

— 이희승(李熙昇)편, 『국어사전』

여기서 첫 번째 뜻은 고전적인 용어로, 앞으로 말할 경영과는 관계가 없다. 두 번째 뜻은 경영에 대한 동태적(動態的)·형태적(形態的)인 이해이다. 이 둘은 구체적으로는 관계가 있지만 그 지향하는 바는 서로 다르다.
경영의 본래 의미는 조직을 관리하고 운영하는 것이다. 이를 조직의 목적과 연관시켜 '조직의 목적을 달성하기 위한 일체의 과정'이라고도 할 수 있다. 앞의 쓰인 조직은 가계, 기업, 기관 또는 다른 어떤 조직도 될 수도 있다. 하지만, 현대사회에 접어들면서 기업의 역할과 비중이 점차 커지게 되어 오늘날에는 주로 기업 경영(corporate management)을 의미하게 되었다.

### 영어에서 말하는 경영
경영이란 단어를 영어로 바꾸면 Business management, Business라고 하거나 management라고 불리기도 한다. Business는 busy를 어원으로 하며 생존, 발전을 위해 매우 바쁘게 활동한다는 의미이다. 이를 조합해보면 Business Management란 생존과 발전을 위한 목적을 달성키 위한 최고의 효과를 내는 결정을 내리는 것이라 정의할 수 있다.
Management의 동사형 manage는 말을 훈련시키고 다루는 것을 뜻하는 이탈리아어: maneggiare에서 유래하였다. (또한 이것은 손을 뜻하는 라틴어: manus에서 유래하였다.)

### 기업과 경영
기업은 이윤 추구를 목적으로 경영 활동을 수행하는 개별 경제의 단위이며, 경영은 기업의 목적을 수행하기 위해 갖추어야 할 기술 또는 수단이다. 다르게 표현하면 기업은 경영의 소유 단위이며, 경영은 기업의 생산 단위라고 할 수 있다.

### 경영의 동태적·행동적 의미
'계획을 세워 사업을 해나감'은 계획을 세움(planning)과 사업을 해나감(execution)의 2단계로 나누어 생각할 수 있다. 다시 말하면, 경영이라는 활동은 정해져 있는 목적을 어떻게 달성할 것인가에 대한 수단과 방법을 강구·판단하고, 이것을 실행으로 추진해가는, 목적을 달성하기까지의 지속적·관련적 행위이다. 여기서 행위의 기초가 되는 '목적'은 경영을 맡은 자가 생각해내고 조사·연구하며 그 방법에 대한 가능성을 음미, 결과까지도 예상해야 한다. 그리고 목적이 정해지면, 특정 능력을 지닌 여러 사람들에게 일을 분담시켜 계획에 따라 목적달성에 노력하고, 이 과정을 감독한다. 이와 같이 경영이라는 일관된 행위는 실제에 있어서는 다음과 같은 단계로 나눌 수가 있다.
첫째 단계는 1차 목적의 결정이다. 영업종류·영업규모·자본규모 등의 항구적·기본적인 목적이 우선 결정되어야 한다. 둘째 단계는 2차 목적의 결정으로, 10개년 내지 5개년에 걸친 장기계획의 입안(立案), 이에 대응하는 단기(1년 또는 6개월) 계획의 결정, 나아가서 이것을 구체화하기 위한 예산 편성 등 직접적인 목표를 정함과 동시에 이에 수반되는 인원·설비 등을 배치하는 단계이다. 셋째 단계는 계획을 집행하는 단계이다. 경제사정의 변화에 맞추어가면서 예정계획을 실현에 옮기는 행위의 단계, 즉 일의 담당이나 지위에 따라 그 기능은 다르더라도 전체로서 통일되게 행동하고 공동목적을 실현시키는 행위의 단계이다. 넷째 단계는 집행에 대한 감독의 단계이다. 즉 집행에 있어 예정(계획)과 차질이 없도록 지휘·감독하며 각 담당자들을 조정하고 그들로부터 보고받은 단계이다.

### 경영의 정태적·형태적 의미
'계속적 사업을 경제적으로 해 나가기 위한 작업상 조직'은 경영(영어: business unit, 독일어: Betribswirtschaft)이 독립된 경제조직으로서 생산활동을 목적으로 경제성 원칙(經濟性原則)에 따르는 것임을 뜻한다. 다시 말해서 경영이란 그 의사결정에 있어 여러 가지 방법이 있으나 통일의사를 갖는다는 점에서 개별경제(個別經濟)에 속하며, 또한 독립되어 있으며, 스스로의 의사에 의해서 행동하고 타의(他意)에 의해 구속을 받지 않는 개별경제체로서의 독립적인 단위성(單位性)을 가지며, 이를 기본으로 하여 생산활동을 계속적으로 해나가는 것임을 의미한다.
개별경제는 그 경제목적에 따라 생산경제체(生産經濟體)와 소비경제체(消費經濟體)로 구별되는데, 경영은 전자에 속한다. 이것은 경영이 다른 개별경제를 위한 재화 또는 용역을 급부하는 생산조직, 단지 재화를 만들어내고 용역을 제공할 뿐만 아니라, 교환가치를 지니고 있는 생산활동을 그 목적으로 하기 때문이다. 경제가치(經濟價値)가 적은 것을 가공이나 기타 방법에 의해 보다 많은 경제가치를 창출(創出)해 내는 것이 경영에 있어서의 생산활동인 것이다. 그리고 이렇게 창출된 경제가치는 객관적인 유용성(有用性)을 지니며 교환가치도 아울러 지니게 된다. 그런데 생산활동에 있어서 생산에 필요한 제가치(諸價値)의 합계가 새로이 창출된 가치보다 적다면, 그것은 사회나 교환가치도 일반에게 인정될 수가 없다. 결국 어떻게 해서라도 창출가치는 상실가치(喪失價値) 보다 크지 않으면 안 되는 것이다. 이 2가지의 가치를 일정 기간을 두고 보면 총수익과 총지출이 되며, 경영은 생산활동에 있어 총수익이 총지출보다 항상 크게 하여야 한다. 이렇게 볼 때 경영은 항상 이 창출가치를 될 수 있는 대로 크게 하려는 노력이라고 할 수 있다. 다시 말해서 수익을 극대화(極大化)시키는 반면 지출은 극소화(極小化)되도록 모든 기능을 총집결시키는 것이 곧 경영이라 할 수 있다.
경영에 있어서의 합리성이란 바로 이러한 의미의 것으로서, 이것은 다른 일반적인 합리성과 구별하여 경제성(經濟性), 즉 경제적 합리성이라고 부르며, 수익의 극대화, 지출의 극소화 원칙을 경제성 원칙이라 한다. 앞서 경영을 경제성 원칙에 따르는 것이라고 한 것도 바로 이러한 관계에서이다. 이와 같이 정태적·형태적 면에서의 경영의 의미는 생산활동을 목적으로 한 개별경제의 조직으로서 경제성 원칙에 의해 그 활동이 지배되는 것이라고 하겠다.

## 경영의 기초 지식
공업화가 진전되고 각 분야의 조직활동의 규모가 확대되고, 특히 기업조직의 제반현상에 관한 학술적 연구가 축적되어 이제는 경영이 기술이 아니라 과학이라는 점이 분명해졌으며 더욱이 오늘날 선진국에서는 시스템 공학의 원리를 응용하여 고도의 경영능률을 올리고 있는 것을 볼 때 의심할 여지가 없다. 이렇게 볼 때 경영을 체계적으로 이해하는 데 필요한 기초지식은 이론적인 측면과 경험적인 측면으로 구분하여 생각할 수가 있으며, 먼저 이론적인 것을 소개하자면 다음과 같다.
첫째, 사람의 특질에 관한 것으로 이는 모든 경영체가 인간의 행위를 떠나서는 존재할 수 없는 까닭이다. 인간의 본질에 관한 이해는 인간의 심리(心理)에 대한 과학적 분석이며, 욕구·동기·행위·행태 등의 내용파악과 이들의 상호관계의 구명을 가리킨다. 여기에서 가장 중요한 것은 인간의 욕구의 충족과정인데 욕구의 충족이 바로 동기를 만들고, 나아가서는 행위를 유발(誘發)하고, 행위가 반복되어 행태가 된다는 것이다. 따라서 경영의 요결이 사람을 다루는 것이라면 무엇보다도 인간의 본질에 관한 이해가 있어야 한다고 말할 수 있으며, 이러한 견해를 가지고 있는 학파가 바로 인간관계론자이다.
둘째, 경영이 현대수준에 있어 조직적 현상이므로 인간의 유기적 종합행위로서의 조직이 제시하는 여러 가지 상황에 관한 지식을 이용하는 것이다. 즉, 조직은 공통 목적을 달성하기 위한 복수 인간의 조정 활동체로서 그 자체가 독특한 요소를 지니고 있으며, 따라서 조직의 특징인 경영계층구성·권한행사·의사소통·지도성·직계 및 참모기능·자생조직행위(自生組織行爲) 등에 관한 이론과 실제를 알아야 하는 것이다. 이를 위하여 학문적으로는 조직이론이 발달되어 있으며, 실무적으로는 조직관리가 마련되어 있다. 그런데 근자에는 시스템 조직의 가능성이 제시되고 있어 사이버네틱스 원리에 의한 조직형성이 대두되고 있다.
셋째, 경영기능에 관한 기본적 이해가 있어야 한다. 경영기능이란 경영자가 작업자와는 달리 관리적 각도에서 수행하여야 하는 전문활동을 가리키는 것으로서, 계획·조정·평가·통제·인사배치·작업감독·기술지도 등이 있다. 바꾸어 말하면 경영자는 경영의 목적을 달성하기 위해서 기업적 과업을 사전에 계획, 만반의 준비를 갖추며, 집행에 들어가서는 각 부문의 활동이 시간적 및 장소적으로 잘 부합이 되도록 조정하고, 집행의 결과를 평가하여 보다 능률적인 방안을 모색하며, 그리고 모든 경영지도가 반영되도록 적절한 통제를 하며, 이를 달성하기 위하여 적재적소의 인사배치를 하며, 그리고 부하의 작업 진행을 기술적으로 지도하고 성과를 기하도록 감독을 하는데 필요한 전문지식을 알아야 하는 것이다. 그런데 근자에는 보다 고차적인 전문기능으로서 의사결정이라는 측면이 중요하다는 것이 이론적으로나 경험적으로나 강조되어, 이에 관한 연구나 실무적용이 성행하고 있다.
넷째, 오늘의 경영은 전문지식을 구사하지 않으면 안 된다. 예를 들면 보다 생산능률을 올리기 위해서는 생산제품의 종류와 규모에 적합한 생산방식을 알아야 하고, 제품을 금전적 수입으로 교환하기 위해서는 또한 시장활동(市場活動)에 관한 전문지식이 필요한 것이다. 더욱이 오늘날 기업의 국제화가 강조되고 있어 무역은 정상적 시장활동으로 간주되고 있으며, 따라서 수출입 업무는 일반경영의 지식범주 속에 들어간다. 또한 조달·회계·재무·정보처리 등도 동일한 수준의 전문지식을 요하는 경영의 부문으로 등장하고 있는지 오래 되었으므로, 이에 관해서는 원만한 과업수행은 독특한 지식을 요하는 것이라고 보아야 할 것이다.
다섯째, 오늘의 경영은 계량적 기초 위에서 논해져야 하며, 이를 위해서 많은 연구와 사례가 마련되어 있다. 경영규모가 확대되고 상호경쟁이 심화되면 될수록 경영은 경제성을 정시할 뿐만 아니라, 더욱 효율 또는 생산성이 높아지는 방향으로 유도해 나가야 하는 것인데, 여기에는 일정한 원칙에 따른 계량적 평가(計量的評價)가 있어야 하는 것이고, 이를 일반적으로경제계산이라고 하며, 실무적으로는 사업성 검토라고 한다. 따라서 오늘날 경영학도는 경영수학·계량분석·OR분석 등의 학문분야를 필수적으로 이수하게 되어 있으며, 실무적으로는 시뮬레이션(simulation)도 응용되고 있는 것이다.
여섯째, 현대경영은 현대기업의 환경여건을 잘 이해하지 못하면 그 기능을 원만하게 수행하기가 불가능하다. 기업은 경제사회(經濟社會)에서의 생산기능을 수행하고 있으므로 인해서 분배·소비, 그리고 경제성장에 관한 사회적 요건과 부합되는 전제하에서 성립되는 것인 만큼 이를 위하여 경영은 대정부관계·노사관계·소비자 봉사, 그리고 종업원 복지 등을 무시할 수가 없다. 이를 학문적으로는 기업환경론이라고 하며, 실무적으로는 경영의 사회적 책임이라고 하는 것이다.
(1) 선택성 원리(選擇性原理)경영활동에 있어서는 많은 물적 자원과 인적 자원을 동원하고 이를 합리적으로 결합시켜서 그 목적달성에 유효하게 활용한다. 그러나 어느 목적을 달성하는 데는 여러 가지 수단·방법이 있으므로 그 중에서 가장 유리한 것을 선택하게 된다. 이것이 경영자의 의사결정(意思決定：decision making)이며 선택성의 원리이다.
(2) 적응성 원리(適應性原理)기업이 유지되고 발전하려면 그 기업자체가 소속되어 있는 산업 및 국민경제의 변화와 국제정세의 변화에 잘 적응되어야 한다. 기업은 고립적으로 존재할 수 없으며 항상 주위환경, 특히 시장수요(또는 소비구조)의 변화에 크게 영향을 받는다. 만일 시대적 변화에 역행하는 경영활동을 해나간다면 오늘날의 치열한 경쟁 속에서도 도태되고 말 것이다. 산업사회의 장래의 변화를 예측하고 잘 통찰해서 기업을 변화하는 외부환경에 적응시키는 것이 곧 적응성원리에 입각한 경영인 것이다.
(3) 창조성 원리(創造性原理)경영자는 기업의 유지·발전을 위해서 창조적 활동을 계속하지 않으면 안 된다. 낡은 수법으로 보수적(保守的) 경영을 지속하면 낙오자가 된다. 의욕적이고 적극적이며 혁신적인 활동을 통해서 기업은 생기(生氣：vitality)를 지니게 되고 수익성을 올릴 뿐만 아니라 사회의 복지향상(福祉向上)에 기여하게 된다. 인간사회는 동물사회와는 달리 자연을 활용하고 개척하여 보다 나은 복지사회를 조성하는 능력을 부여받고 있는 것이다.
선택성과 적응성과 창조성의 원리는 따로 따로 분리된 것이 아니고 서로 밀접한 관련성을 가지는 것으로 경영의 3대 기본원리가 된다.

## 역사
인류는 역사를 거치면서 어떻게 하면 효과적으로 목표를 달성할 수 있을지, 더 높은 생산성을 올릴 수 있을까 등에 대한 고민을 하면서 생산과 소비 그리고 욕구의 추구와 만족 또는 좌절의 경험을 기록하고 체계화 시켰다. 이를 바로 경영의 역사라고 할 수 있다.
최근에는 전문경영이 대세이나 단점이나 한계에 대해서 지적하는 사람들도 있다. 실제로 전문경영인들은 서민들 포함 자본을 모은 사람들을 대신하여 기업을 경영해 성공시키기보다는 국가가 보장한 혹은 오너 경영으로 성공한 기업에 무임승차하는 경우가 많아 현실에서 전문경영인을 고용하여 성공한 사람들은 많지 않다.

## 경영 정책
경영정책은 모든 기본적 의사결정의 총합체이며, 이것은 장기적으로 그 기업체 존속의 기초가 되며, 목표설정·목표달성을 위한 수단방법을 결정한다. 목표설정은 하나의 창조적인 행위로서 설정된 목표달성 방법을 모색하는 계획수립의 전제가 된다. 경영정책을 수립할 때에는 다음과 같은 3요소를 고려해야 한다.
1. 모든 기업체는 성장하여야 한다. 이 성장이란 외형적 성장뿐만 아니라 질적(質的)으로도 성장하여야 한다.
2. 기업체의 대규모화에 따라 외부로부터 자금을 조달하게 된다. 그러나 단기부채로서 비유동자산에 투입하면 그 기업체의 지급능력은 약해지고, 매출액을 올리기 위해 외상매출을 확대하면 수익증가의 가능성은 증가되나 운영자금 궁핍으로 운영상 안전기반이 흔들리게 된다.
3. 이윤추구는 어느 기업체든지 공통된 목표의 하나이지만 오늘날 이윤극대화라는 말은 시대적 유물이 되어가고 있다. 적정이윤을 기업체의 목표로 삼고 있는 것이다. 이것은 모든 경영체는 그 소유자에 소속하면서도 그 사회의 한 기관이라는 인식, 즉 기업소유자는 자기만의 이윤을 위한 기업체가 아니고 사회에 봉사하는 기업체(또는 기관)라는 것이다. 따라서 기업체의 도산은 소유자에게나 사회에 큰 손실을 뜻하며 기업체의 도산을 막고, 재생산할 수 없는 이윤 즉, 일정 이윤을 올림으로써 기업체는 계속 성장하고, 경쟁사회에서 안전하고 지속적으로 그 소유주와 사회에 봉사할 수 있다.

## 경영목적과 경영방침
경영이 특정의 목적에 대해 가장 합리적으로 접근하는 의식적 사회구성체를 가리키는 것이라고 하면 이런 경우의 경영목적은 광의의 목적과 협의의 목적을 포함한다. 광의의 경영목적은 경영의 본질적 측면에서의 목적을 가리킨다. 즉 경영의 목적이 경제성에 있는 것인가, 아니면 수익성에 있는 것인가, 또는 생산성에 있는 것인가 내지는 자주성의 확립에 있가 하는 목적적 사고이다. 협의의 목적은 정관(定款)에 표시된 목적(purpose)을 가리키는 경우이다. 즉 정관에 규정된 목적은 경영활동의 출발점이 되고 경영의 영역과 구조를 규제하는 것이 된다.

### 경영목적과 경영방침의 관계
경영목적과 경영방침의 관계를 고찰해 보면 다음과 같다. 경영목적은 경영목표(objector goal)와 흔히 혼동되어 사용되지만 엄격히 구분한다면 경영목표는 경영목적의 도달점을 의미한다. 이에 대해 경영방침(policy)은 경영목적을 구현하기 위한 기본원리, 원칙, 준칙 등을 말한다. 즉 경영목적에 대한 행동의 기본사항을 의미한다. 경영방책(經營方策)이라고 하는 경우는 방침의 구체적 전개경로, 순서 등의 지침을 가리키고, 경영정책(經營政策)이라고 하는 경우는 방침과 방책을 총괄한 개념이다. 경영목적이나 경영목표는 추상적·보편적·이념적인 것이므로 실천단계에서는 더욱 구상화·실체화해야 하는데 이 과정이 경영방침이나 경영방책의 설정(設定)단계인 것이다. 또 경영목적은 고정적·비선택적인 데 반해 경영방침(방책)은 유동적·탄력적이고 선택적이다. 경영의 내외여건이 격동을 계속하고 있으며 경영활동은 이에 수시로 적응해 나가야 하며 경영방침은 끊임없이 경영목적에 대해서 적응적이어야 하기 때문이다.

### 경영목적의 생성
경영의 목적에 대해서는 개념의 체계화가 되지 못하고 있다. 즉 그것은 일반적으로 시대배경의 변천에 의해 변화하고 또 개개 기업체의 전통·특성 등에 따라 지향하는 바가 다르다. 이 경우에는 경영자의 경영철학, 성격에 지배되는 경우가 많다. 즉 경영목적은 시대적 요청과 기업의 특성에 의해 생성하고 그것을 구체적으로 규정하는 것이 경영자이다. 이에 의하여 경영자는 경영을 전반적으로 통할하고 리더십을 발휘하는 것이다. 따라서 경영목적은 시대변천에 따라 변경되고 경영자의 교대에 따라 그 구체적 내용이 변형된다. 그러므로 1차산업, 2차산업, 3차산업 등의 업종에 의하여 또 대기업의 경우, 중소기업의 경우 등 각각 인식대상이나 양태를 다르게 하므로 각각의 기업에 있어서는 어떠한 경영목적을 지향할것인가는 신중하게 검토해서 자기에게 제일 적합한 슬로건을 찾아내야 한다.

### 경영방침
경영방침은 경영목적을 합리적·효율적으로 달성하기 위한 행동원리, 지배원칙이다. 즉 첫째 경영목적에 봉사하는 것이다. 따라서 먼저 명확한 경영목적 의식이 있어야 한다. 둘째 합리적·효율적으로 경영목적을 달성하려는 것이다. 즉 경험이나 짐작에 의하는 것이 아니라 합리적 기초에 입각하고, 효율적 행동을 예정하는 일관된 합리정신이 전제된다. 셋째 경영목적 달성을 위한 행동원리이고, 경영지배원칙이다. 즉 행동을 예정하고 그 행동에 규범·기준을 부여하여 경영의 지휘·지배를 행하는 실천원리·응용원칙이다. 개념적 원리원칙이 아니라 구체적이고 구성화를 지향하는 규준·규칙·절차를 내재한 것이다. 그러므로 데이비스(R.C.Davis)는 '경영방침은 본질적으로는 경영목표의 효과적 달성을 조건으로 하고 그를 지배하는 데 있어서 일정의 행동규칙을 동반한 원칙 내지 일련의 관계 제원칙이다'라고 했다.

### 경영방침의 분류

#### 국면을 기준으로 하는 방법
경영방침의 구분은 첫째 경영에 미치는 국면의 상이에서 기본방침(basic policy), 전반방침(general policy), 부문방침(department policy)으로 구분할 수 있다. 기본방침은 경영목적에 조응(照應)하는 지배원리인 사시(社是)·사훈(社訓)·강령(綱領) 같은 것으로 때로는 경영목적 자체를 말하는 수도 있다. 이에 대해 전반방침 및 부문방침은 구체적으로 내용을 전개하는 방침이다. 다만 전반방침이 경영의 전부문을 그 영역으로 하고 있는 데 반해 부문방침은 특정한 일부문의 활동영역에 걸친 행동규준인 것이다. 즉 전반방침은 경영의 제활동을 전체적으로 통할하기 위해 제활동·제기능을 유기적으로 조정할 행동규준이고 부문방침은 이미 전반방침에 의해 조정되고 도출된 일국면에 대한 방침이다.

#### 실천성과 구체성을 기준으로 하는 방법
둘째로 경영방침은 그의 실천성·구체성에 따라 기본방침과 집행방침(operative policy)으로 나눌 수 있다. 보통 경영활동은 경영(administration), 관리(management), 작업(operation)으로 구분하여 인식하고 있는바 기본방침은 경영의 영역에 해당되는 것이고 집행방침은 관리의 영역에 해당된다. 셋째로 경영방침은 개별적 방침(project policy)과 기간적 방침(period policy)으로 구분할 수 있다. 개별적 방침은 경영의 각 기능 활동영역에 관한 방침이고 기간과는 직접적 관계가 없는 방침으로 상황의 변화, 담당자의 교대 등에서 오는 통일성의 결여나 혼란 등을 막는 일관성을 위한 방침이다. 이에 반해 기간적 방침은 기간과 연관 있는 방침으로 일정기간을 예정하고 이 일정간에 제기능을 유기적·종합적으로 일체화시키는 방침으로 내외의 제여건의 변화에 대응할 수 있고 각 시점에 있어서 제기능 사이를 조정할 수 있는 특질을 지닌 것이다. 넷째로 경영방침은 대상기간(對象期間)의 장단(長短)에 의해 장기 경영방침(long range policy)과 단기 경영방침으로 구분할 수 있다. 단기 경영방침은 예산편성과 같은 사업연도의 경영방침을 말하고, 장기 경영방침은 명확한 시간의 한계가 없지만 단기 경영방침을 초과하는 방침을 가리켜 대개 3년 내지 5년, 길어도 10년 이하의 방침이고 10년 이상은 초장기 경영방침(超長期經營方針)이라고 한다.

### 경영방침의 결정
초기 개인적 사기업(私企業) 시대에는 기업이 모두 개인에 의해 지배되고 운영되어 왔으므로 기업의 이해와 책임은 모두 개인에게 돌려져 왔다. 기업활동은 가내공업적이고, 활동영역도 단순소박하고, 활동 대상도 모두 대외적 관계였다. 또 자본과 경영의 분리 이전의 자본적 기업에서도 다만 자본주만이 특별히 경영에서 인식되었다. 그러나 자본과 경영이 분리된 근대경영에서는 출자자인 자본주와는 별개로 새로운 경역직이 생겨 경영자에 의한 실체적(實體的) 경영지배가 행해지게 되었다. 그것은 ① 사회적 구성단위로서의 기업이 미치는 사회적·경제적 영향이 커진 것과, ② 기업의 거대화·복잡화에 따라, 매니지먼트가 한층 중요하게 되고 이에 대응한 직능분화를 필연적으로 느끼게 한 점에 있다. 즉 기업의 사회성이 증대함에 따라 기업의 이해와 사회공공의 이해와의 대립을 조정하기 위해서는 자본과 사회와의 중간에 서서 기업의 이익을 옹호하며 사회적 책임을 달성해야 한다는 근대경영의 특질이 나타난 것이다. 또 ③ 경영의 내부에 있어서도 복잡다기화되고 다수집단화된 경영체를 종전과 같이 개인적 권력으로 직접적으로 지배하는 것은 불가능하게 되었다. 그러므로 첫째 집중 집권화된 권한지배를 직능적·계층적으로 분권화(分權化：decentralization)하는 권한 이양을 촉진하여 신탁기관, 수탁기관, 집행기관으로 또 최고관리층, 중간관리층, 감독층, 작업자 등으로 분리하여 계층을 형성한다. 그리고 이러한 분화는 분화에서 그치는 것이 아니라 경영이 통일의지(統一意志)에 의한 유기체가 됨으로써 경영의 제활동을 통일·통합하는 문제도 더욱 중요하게 되었다. 이리하여 둘째 매니지먼트의 부문에 있어서 목표와 측정에 의한 통합의 필요가 생긴다. 경영의 기본기능은 ① 목표설정, ② 계획수립, ③ 조직화, ④ 조정, ⑤ 측정과 통제의 5개의 기능으로서 목표와 측정의 반복적 활동인 매니지먼트 사이클(management cycle)을 반복하는 것이라고 할 정도로 경영방침의 중요성을 강조하고 있다.

### '기업의 사회적 책임'(CSR)의 자각
근대기업의 활동은 사회와 조화를 이루어야 한다. 사회적 이익과 기업의 이익이 함께 기도되어야 한다. 투기적 이윤추구나 소비자를 희생시키는 이윤추구여서는 안 되고 이윤은 적정(適正) 기초 위에 생산성·경제성을 앙양하는 귀속이익(歸屬利益)이어야 한다. 또 기본적으로는 창조·창의에서 출발한 이익이어야 한다. 그러므로 경영방침은 이러한 사고방식에 의해 설정되고 지향되어야 한다.

### 장기안정적 발전
기업의 이해관계는 곧 특정 내지 불특정의 다수 이해자집단의 이해에 영향을 미치므로 일시적인 최대이익이 아니라 장기안정적 이익의 달성을 기획해야 한다. 또 한편으로 기업은 끊임없이 위험을 수반하고 있으므로 이에 대한 보증체제를 구축하여야 한다. 즉 경영의 시점을 미래에 두고, 미래사고의 경영으로 경영방침의 설정을 구체적으로 전개해 놓아야 하고 또 경영의 활동을 내외 여건변화에 적응시킴과 함께 여건을 기업이 바라는 방향으로 유인하도록 적극적 태도를 가져야 한다. 경영의 적극적 활동과 장기안정적 발전 및 위험방지는 상호 모순된 이념같이 보이지만 사실은 전혀 반대로 현상유지 내지 무사안일주의 경영이야말로 장기안정적 발전을 저해하고 상대적 쇠퇴를 의미하는 것으로 미래의 위험방지에 중대한 결함을 갖는 것이다.

## 경영의 형태
경영형태라는 것은 기업형태와는 다른 것이다. 경영형태가 무엇인가를 이해하기 위해서는 경영체(經營體)가 무엇인가를 이해할 필요가 있다. 경영체란 경영이 행하여지는 과정을 하나의 단위체(單位體)로서 조성한 것을 말한다. 그리고 경영행위 내지 경영의 과정이란 우리들의 생활에 필요불가결한 유용물(有用物)을 생산하는 노동과 기술의 과정을 뜻한다. 오늘날과 같이 화폐를 매개로 하는 사회에서는 이와 같은 과정은 경제성이 발휘를 목표로 한 단순한 가치과정이라는 측면을 가지고 있다. 따라서 가치증식(價値增殖：이것은 사적 이익의 창출이 된다)의 과정을 조직한 기업과정(企業過程), 결국 기업체나 그 형태와는 다른 것이다. 그런데 이러한 경영형태는 여러 가지가 있다. 작업이 무엇에 의해서 행하여지는가, 어떠한 생산용구(生産用具)를 사용하는 경영형태인가에 의하여 몇 가지로 구분된다.
수공업 경영형태
수공업 경영형태라는 것은 단순한 도구(工具, 器具)를 사용할 뿐이며 전적으로 손의 작업으로 행해지는 경영형태를 말한다. 손을 대신하는 장치인 기계공업이 출현할 때까지 우리들의 생산은 거의가 수작업(手作業：hand work)에 의한 것이었다. 즉 제1차 산업혁명에 이르기까지의 중세기에 있어서는 수공업 경영이 지배적이었다. 그리고 수공업시대 단계의 동력으로서는 인력(人力)·축력(畜力)·풍력(風力)·수력(水力) 등의 자연력을 이용하는 정도의 것이며, 노동의 생산성도 아직 낮았고, 기술에 있어서도 직인적(職人的)인 것이며, 기술의 전달은 이른바 도제제도(徒弟制度)에 의한 전습적(傳習的)인 것이었다.
유럽 각국에는 오늘날 아직도 여러 가지 수공업이 남아 있으며, 특히 독일 등에서의 소공업자(小工業者) 문제란 전적으로 이 수공업자의 문제가 중심이 되어 있어 대한민국의 중소기업문제와는 다르다. 물론 대한민국에서도 수공업자나 거의 수공업에 가까운 영세경영이 있으며(手縫製靴店, 대장간, 전국에 산재하는 토산물 등의 제조자, 수선업자) 또 수출 잡화물이나 수추품의 부품제조에서 볼 수 있는 가내공업(家內工業) 등도 수공업 단계의 것이 많다. 또 오늘날에 대기업의 경영과정 내부에도 부분적으로는 완전한 기계화가 이루어지지 못하고 손작업에 의한 수공업적인 과정이 내재하고 있으며, 자재요소(資材要素)의 연속투입이나 유동작업을 방해하고 있다. 물건에 따라서 끝까지 수공업적인 것에 의존할 수밖에 없지만, 대기업에서는 설비의 합리화나 기계화 내지 오토메이션화로서 되도록 그러한 부분을 적게 하려 하고 있다. 일반적인 수공업경영에 관해서 말한다면 모두가 시대에 뒤떨어졌다고 할 수 없는 면을 가지고 있다. 오히려 직인(職人) 기술적 수공업자에 의한 다양성 있는 상품의 존재는 우리 인생에 굴절(屈折)과 흥미있는 일로서 그러한 물건이 건전하게 발전하는 것은 바람직하다.
기계공업 경영형태
기계공업 경영형태라는 것도 수공업형태와 같은 관점에서 한 구분방법이다. 즉 작업이 기계에 의하여 행하여지는 것을 말한다. 이것은 말할 필요도 없이 오늘날 생산 방식의 지배적인 형태이다. 영국에서 시작된 제1차 산업혁명(18∼19세기)의 중심과제는 생산의 기계화(mechanization)라는 것이었다. 그리고 그 기계화를 가능케 한 커다란 원동력은 석탄을 중심으로 하는 에너지혁명이었음은 주지하는 바와 같다. 그런데 기계공업 경영형태에 있어서 현재의 커다란 과제는 제2의 에너지혁명을 수행하는 것이며(오늘날에는 석탄중심에서 석유－원자력－고형연료로 전환하고 있다), 이에 대응해서 자신의 적응방법을 변경하지 않으면 안 되게 되었다는 점이다. 이 점이 제2차 세계대전 후 설비교체의 한 중요한 측면이었다고 할 수 있다.
다음에는 오토메이션(automation)의 진행이다. 오토메이션은 단순한 기계화와는 다르다. 제1차 산업혁명의 주제(主題)는 앞에 말한 바와 같이 기계화를 추진하는 일이었으며, 기계화란 결국 우리들의 '손을 대신하는 장치'를 생각하는 것이었다. 그런데 제2차 산업혁명이라고 불리는 오늘날의 기술혁신하에서는 기계화 영역이 더 한층 확대되고 동시에 종래의 기계화와는 차원을 달리하는 오토메이션화를 실현하는 것이 중요한 과제가 되었다. 오토메이션화란 단순히 우리들의 손을 대신하는 것을 연구하는 것이 아니다. 그것은 우리들의 '두뇌를 대신하는 장치'를 연구하는 것이다. 바꾸어 말하면 우리들의 판단력을 객관적인 기계나 장치 속에 부여(賦與)해서 이른바 관리의 자동화를 실현하려는 노력이다. 오토메이션 원리의 출현으로 종래의 기계공업 경영은 면목을 일신하려 하고 있다.
장치공업과 가공조립공업
이 구분방법은 주요 원재료(原材料)에 기술과 작업이 가해지는 방법의 차이에 의한 것이다.
장치공업 경영형태
장치공업은 이른바 프로세스 공업(process industry)이라고 불리며, 그 대표적인 것은 화학공업(化學工業)이다. 이 종류의 특징은 연속생산(連續生産)과 사입생산방식(仕入生産方式)이며 사용자재도 대부분 원료이며, 최초에 투입된 것의 원형(原型)이 완성품에서는 전연 흔적이 없을 만큼 변질된다. 더욱이 투입후 제1공정(工程)으로부터 누차의 공정을 거쳐서 최종단계에 이르기까지는 원칙적으로 도중에서 정체하는 일이 없어 연속적인 과정을 따라 유동한다는 데서 프로세스공업이라고 불린다. 프로세스공업에 있어서는 기계보다는 장치라고 불리는 부분이 많다.
관리상의 특징은 다음과 같다.
(1) 다른 것으로의 전환은 거의 불가능하며, 따라서 설비투자를 하는 경우에는 신중한 고려가 필요하다.
(2) 설비의 보전관리, 따라서 수선관리가 한층 중요시 된다.
(3) 기계공업에서와 같이 원가 관리보다 예산 통제에 중점이 두어진다.
(4) 프로세스공업의 주원료의 대부분은 이것을 해외에서 들여와야 되기 때문에 자재관리 면에서도 자연히 다른 점이 많다.
가공조립공업 경영형태
가공조립공업의 대표적인 것은 조선(造船)·기기(機器)·자동차산업 등인데, 이 중 오늘날 자동차산업은 포드의 유동작업화 이래, 차츰 프로세스화하고 있으며 전공정이 거의 연속생산화하고 있다. 이와 같은 가공조립공업이라고 하여도 기계화가 진전되고 또 오토메이션화의 진행으로 차츰 프로세스공업화와 부분적인 공정의 프로세스화가 추진될 것이다.
가공조립공업의 특징은 아래와 같다.
(1) 이른바 전형적인 원가(原價)관리제도를 채용할 수 있다. 미국의 원가관리제도는 이와 같은 기계산업을 중심으로 해서 발달되어 왔다.
(2) 자재는 이른바 재료라고 불리는 것이 중심으로, 프로세스공업과 같이 분해와 재결합 등에 의하여 변질되는 것이 아니라 거의가 변형가공이다. 따라서 원가단위적(原價單位的) 고려가 어렵다.
(3) 수주(受注) 형태도 시장을 상대로 한 예상 대량생산이 가능한 것도 있으나 대부분은 주문생산이며, 또 다종소량(多種小量) 생산되기 쉽고 관리면의 곤란성이 크다.
(4) 특히 재고관리에 있어서도 적정(適正)을 기하기가 어렵다.
(5) 가령, 표준원가제도를 채택하여도 제도로서 예산제도에 직접적으로 결부하는 것은 거의 불가능하며 양자는 개별적으로 기능할 수밖에 없다.
(6) 작업능률은 작업원 개개의 의욕이나 사기에 의존하는 비율이 강하며, 이 경우의 원가관리는 공정관리－작업관리－노무관리에 중점이 두어진다.
채취 경영형태
채취 경영형태는 이른바 채취산업이라고 불리는 것이며, 한편 원시산업이라고도 불린다. 원시산업이라고 불리는 것은 인류의 원시단계가 무엇보다도 먼저 자연으로부터의 유용물 채취 내지 추출(抽出：extract)에 있었기 때문인지 또는 우리들의 산업활동의 원초(原初)과정을 점하고 있기 때문인지 명확하지 않으며, 후자의 의미에서는 제1차산업이라고도 한다. 여기에 속하는 것은 수산업, 광업, 골재 채취업, 제염업, 임업, 석유, 천연가스 사업 등이 주요한 것들이다.
채취산업의 특징은 다음과 같다.
(1) 자연으로부터 얻은 자원은 대부분 유한(有限)하다. 따라서 광구(鑛區)와 같은 것은 고갈성 자원(枯渴性資源：wasting asset)이라고 하며, 감가상각정책 기타 경영이나 관리방책이 공장 경영형태와는 자연히 다른 점이 있다. 감가상각은 이른바 생산고비례법(生産高比例法)에 의한다.
(2) 대개는 채취 외에 가공과정을 겸영하는데, 경영설비는 자원이 존재하는 지구에 건설이 되며, 호불황(好不況)에 대한 경영의 탄력성이 부족하다.
(3) 따라서 최초의 신투자를 할 때에는 상당히 신중을 기해야 한다.
(4) 업종에 따라서는 다르지만, 채취산업의 현저한 특징은 자원의 존재 여하가 자연상태에 의하는 것이며, 계획적 생산이 반드시 용이한 것은 아니다.
(5) 더욱이 자원이라고 불리는 것은 거의 원료로서 제2차산업에 제공되는 것이며 자기완결적인 것은 아니다. 그렇기 때문에 원료를 필요로 하는 산업에 대하여 자주성을 발휘할 수 없는 면이 있다.
이상과 같은 특징을 가지고 있으므로 대단히 중요한 산업이라면서 경영상으로는 극히 어려운 면을 가지고 있다. 따라서 불황기(不況期)에는 국가보상 정책의 대상이 되기도 하고 국유화(國有化)의 대상이 되기도 쉽다.
고정경영형태과 이동경영형태
고정경영형태
고정형태의 경영이란 작업장소가 항상 일정하여 이동하지 않는 것이며, 공장경영형태는 그 전형적인 것이다. 또한 경영의 범위를 넓게 해석하면 농업경영, 광업경영, 상업경영(移動式을 제외한 店鋪式經營) 등도 고정 경영형태에 포함시킬 수 있다. 다만 이 중에서 광업경영의 경우는 끊임없이 광맥을 좇아서 작업장소가 이동되므로 작업상태에서 말하면 이동식 경영이라고 할 수 있겠다. 고정경영의 경우는 일단 그곳에 정착해 버리면 반(半)영구적으로 설비가 고정되어 버리므로 최초에 입지 인자(立地因子)에 대한 충분한 연구가 필요하다. 또 입지 인자라는 것은 다른 조건변화에 따라서 가변적인 것이라는 점에도 주의해야 한다.
이동경영형태
이동경영형태라고 하는 것은 경영과정이 행하여지는 장소가 공간적으로 이동하는 형(型)인 경형형태를 말한다. 여기에는 규칙적 이동과 불규칙 이동 또는 정점(定點)이동과 부정(不定)이동의 형이 있다. 철도, 항공, 정기노선버스, 해운(定期航) 등의 용역(用役)경영은 규칙이동형 및 정점이동형이다. 이에 대하여 수산업(漁船, 定置網漁業), 택시, 행상, 지붕 이는 일, 이동 수리업, 지방(시골)순회 극단 등은 이 부류에 속한다고 하겠다. 이동경영 형태의 특징은 경영의 성과(成果)가 희생(犧牲)에 대하여 항상적(恒常的)으로 정비례하지 않는 점에 있으며, 어떤 경우에는 전연 성과가 없는 일도 있다는 것으로 이러한 의미에서 생산성의 거양(擧揚)방법은 일정하지 않다. 따라서 투입된 비용이 보상되는 데는 불안정성이 강하고 수지비율(收支比率)은 향상적이 아닌 경우가 많다. 이와 같은 경우의 관리방식은 고정형 경영형태와는 자연히 다른 양상이며, 이른바 제1선 관리책임자나 작업원의 사기(士氣) 여하가 성과의 다과(多寡)에 크게 영향을 미친다. 또 제1선의 책임자에게 필요한 권한을 위양해야 할 정도나, 자주성을 부여해야 할 일이 많다.

## 경영의 기능
기업규모의 확대에 따라 다수 인간의 집단이 형성되면, 이것을 경영 또는 관리(管理)하는 일의 양이 증대되고 그 질도 복잡화하기 때문에 경영(또는 관리)의 기능(職能：functions)이 작업 기능과 구별된 별개의 기능으로서 등장하게 된다.
경영기능(經營機能)은 경영의 기능(영어: management function) 또는 영어: managerial functions) 또는 경영자의 기능, 관리기능 또는 관리자의 기능이라고도 한다. 학자 가운데는 경영자(administrator)와 관리자(manager)를 구별하고 전자는 최고경영자를, 후자는 중간 및 현장관리자를 지칭하기도 하나 최고경영자나 중간관리자나 현장관리자를 모두 수행하는 기능은 동일하다. 기능과 직능을 구별하여 사용하는 일본 학자도 있다. 즉 기능은 경영체 자체의 능동적 내지 주체적인 행위로서 파악한 것이며 직능이란 경영체의 구성원에 의해서 수행되는 행위 즉 작업담당자의 행위로서 파악한 경우를 말한다. 그러나 영어로는 기능과 직능을 구별하지 않고 'function'이란 용어로 통일하여 사용한다. 따라서 영어 중심으로 생각할 때 경영이나 관리나 모두 'management'로서 같은 것이고 기능이나 직능은 모두 'functions'으로서 같은 것으므로 상호혼용하고 있는 실정이다. 따라서 경영과 관리, 기능과 직능을 각각 별개의 것으로 착각하는 사람이 많다.
경영의 기능을 의식적으로 찾아내어 그것을 과학화하고 관리제도를 수립하려고 한 것이 프레더릭 윈즐로 테일러의 과학적 관리법이었다. 그러나 그것은 공장의 현장관리에 중점을 둔 것이었다. 과학적 관리론의 제1보는 경영 또는 관리(管理)의 기능적 파악에 있었다. 기업활동의 복잡화에 따라 생산활동분야에만 국한되었던 기능파악이 그 밖의 모든 경영활동 분야에까지 확대되어 공통된 기능이 파악되기에 이르렀다.
테일러와 거의 같은 시대에 앙리 페이욜(H. Fayol)은 바로 이러한 점에서 경영의 기능을 명확히 하고자 시도한 바 있다. 즉 그에 의하면 기업의 활동 즉 기능 'business activities' 또는 'business functions'에는 다음 6개의 활동기능이 있다고 했다.
(1) 기술활동(technical activities) ― 생산제조, 가공
(2) 영업활동(commercial activities) ― 구매, 판매, 교환
(3) 재무활동(financial activities) ― 자본의 조달과 운용
(4) 보전활동(security activities) ― 설비와 종업원의 보전
(5) 회계활동(accounting activities) ― 재산목록, 대차대조표, 원가계산, 통계
(6) 경영(또는 관리) 활동(managerial activities) ― 계획, 조직, 지휘, 조정, 통제
이 가운데서 6번째의 경영 또는 관리(管理)활동이 기업의 다른 5개의 국유활동 분야와 구별되는 것이라고 하고 경영 또는 관리(管理)의 기능을 '계획하고, 조직하고, 지휘하고, 조정하고, 통제하는 것'이라고 정의하였다.
계획(planning)장래를 연구하고 노동계획을 수립하는 것이고,
조직(organizing)기업의 물적 및 인적인 이중구조를 형성하는 것이며,
지휘(directing)각자에게 부과된 활동을 지속시키는 일이며,
조정(coordinating)모든 활동과 노력을 결합하고 통일화하고 조화시키는 것이며,
통제(controlling)모두가 설정된 규칙이나 내려진 명령에 따라서 움직이도록 감시하고 계획에 따라서 진행되도록 강제하는 것을 의미한다.
이 계획·조직·지휘·조정·통제라는 경영 또는 관리(管理)의 제기능이 바로 경영 또는 관리원칙을 형성하는 것이며, 그것은 전반적, 종합적 관리의 원칙인 동시에 부문별 관리에도 통용되는 원칙이다.
페이욜이 지적한 바와 같이 경영 즉 관리의 기능을 분류할 경우 구매·판매·제조·회계·공학 등과 같은 기업의 기능과 명확히 구별할 필요가 있다. 기업의 기능은 기업에 따라서 상이하지만 경영 또는 관리(管理)기능은 조직·구조상에서 점하는 경영 또는 관리자의 위치, 혹은 그가 속하는 기업의 종류와 무관계로 언제나 동일한 기능을 수행하게 되는 것이다. 즉 경영 또는 관리직위에 있는 사장, 부장, 감독, 학장, 주교, 정부기관의 장 등은 모두 같은 경영 또는 관리 기능을 수행한다. 그래서 이것을 경영 즉 관리 기능의 보편성의 원칙이라고 한다. 경영 또는 관리자의 기능 또는 직능(職能)은 또한 기능과 명확히 구별할 필요가 있다. 기능이란 경영자 고유의 직무이며 기능이란 이 직무를 수행하기 위한 방법이다. 따라서 경영 또는 관리자는 지휘라는 기능을 행사할 때 명령이나 설득이라는 기능을 사용한다. 부하의 행동을 통제할 때에는 예산이라는 기능을 사용하여서 한다.
경영 또는 관리(管理)기능의 구분에 있어서는 학자에 따라서 주장이 다르다. 쿤츠(Koontz, H. D.)와 오도널(O'Donnell, C. D.)은 계획, 조직, 인원배치(Staffing), 지휘 및 통제로 구분하고, 앨런(Allen. L. A)은 기획, 조직, 조정, 동기유발 및 통제로 나누고 있어 아직 통일된 기능구분이 이루어지지 않고 있다.

### 경영의 정책적 기능

#### 영리성과 경제성
자본주의 경제체제에서는 기업의 목적 내지 행동기준은 영리성(營利性：rentability)이다. 영리성은 수익성(收益性)이라고 말한다. 이것은 투하자본(投下資本)에 대한 획득 이윤의 정도로써 표시된다. 경영은 기업이 추구하는 영리성 달성을 위한 수단적 조직(또는 조직적 행위)임이 사실이다.
한편 오늘날의 산업사회에는 공기업(公企業)이나 협동조합 등 비영리적 사업체도 출현하고 있다. 따라서 영리·비영리를 불문하고 양자에 공통적인 경영의 기능 내지 경영의 독자적 활동목표가 존재하여야 한다. 그것은 바로 경제성(經濟性：Wirtschaftlichkeit)의 실현이다. 경제성의 개념에 대해서는 학자간에 구구한 견해가 있기는 하나 일반적으로 기술적 합리성으로 해석되고 있다. 즉 일정한 성과를 올리는 데 최소의 비용으로 한다거나 일정한 비용으로써 최대의 성과를 올리는 문제로 본다. 그리고 그것은 주어진 조건하에서 일정한 성과를 올리는데 실제로 소요된 비용과 바람직한 기준의(sollen) 비용과의 비(比)로 표시된다.
이와 같이 개념상으로 경제성과 영리성은 상이한 것이며, 전자는 후자를 위한 수단적 지위에 있다.

#### 의사결정
경영정책(business policy)은 경영목적과 경영이념(經營理念：philosophy of management：정신적 지도원리)을 이어 받아 경영계획의 방향과 범위를 설정하는 것을 뜻한다. 경영정책은 경쟁의 상대방 및 그 밖의 환경조건 속에서 설정되고 행사되는 것이므로 환경과의 관계에서 경영전략(經營戰略)의 문제가 생긴다.
경영목적 및 경영이념에 따른 의사결정(意思決定)으로서 경영계획과 경영전략을 설정하는 것은 톱 매니지먼트의 기능의 중심을 이루는 것이라 하겠다. 구체적으로 말해서 제품구성·설비투자·자본구성·기본적 조직·유통경로·가격정책·관계회사 정책·배당 정책 및 노사관계 정책 등은 최고경영층이 담당하는 의사결정의 중요 항목들이다.
의사결정에 있어 과거에는 결정자의 직관이나 경험에 의한 주관적 자의성이 지배적이었지만 기업 내지 경영의 대규모화에 따라 관련되는 조건이 많아지고 의사결정이 영향을 미치는 기간이 장기화됨으로써 의사결정의 책임은 막중한 것이 되어 의사결정의 과학화가 요청되기에 이르렀다. 오퍼레이션스 리서치(operations research：OR)나 선형계획법(線型計劃法：linear programming：LP) 등은 의사결정 과학화의 예이다.

#### 경영전략
현대에는 기술혁신 및 치열한 마케팅(marketing) 경쟁 등으로 말미암아 기업환경은 격심하게 변화하고 있다. 이와 같은 환경 속에서 기업의 현재 사업은 제품(製品)의 진부화(陳腐化) 및 수요(需要)의 포화화(飽和化)에 의해 항상 위협을 받고 있다. 여기에 전략적 의사결정이 필요하게 된다. 가령 경영목표로서 자기자본 이익률 20%가 제시된다면 이는 기업이 달성하여야 할 일정한 업적수준을 표시하는 것일 따름이며 기업이 현실적으로 무엇을 행하여야 하느냐 즉 일정한 환경하에서 기업이 수행하여야 할 사업활동이 무엇인가를 제시해 주지는 않는다.
이와 같이 일정한 환경하에서 기업이 성장해 나가기 위해 기업이 수행하여야 할 사업활동을 명확히 하는 것이 경영전략(經營戰略, business strategy)의 과제가 된다. 경영전략은 항상 기업의 성장행동과 기업 내외의 환경변화에서 적응성이라는 2가지 개념을 내포한다. 그리고 경영전략은 기업에 대하여 새로운 성장 기회의 탐구와 창조를 위하여 방향제시와 주의의 집중을 가능하게 하는 의의를 갖는다. 또 그것은 기업의 전략적 경영계획의 내용을 이루는 개별계획안을 평가하고 선택하는 기능도 가진다.
경영전략의 내용으로는 기존제품의 개선이나 폐제(廢除) 및 신제품 추가 등을 통한 제품구성의 변화와 같은 제품전략, 신규분야에 진출함으로써 업종을 변경하거나 추가하는 다각화전략, 경영구조를 변혁하는 투자전략, 계열화(系列化)·집단화(集團化)·자본제휴(資本提携)·기술제휴 및 인사교류, 관계회사와의 관련체제의 강화, 매수·합동 및 해외진출 등 경영혁신을 초래케 하는 전략들을 들 수 있다. 그런데 경영전략은 개별적 또는 부문적으로 전개되어서는 안 되고 모든 전략이 통합된 전략적 구상하에 체계화되어서 전개되어야 한다.

#### 창조적 경영
경영활동은 환경에 적응되어야 한다. 그러나 그것은 환경의 변화에 수동적으로 순종하는 의미로서 환경적응이 아니고 경영의 주체적 활동으로서 환경에 적응하는 활동을 뜻한다. 경영은 환경의 변화속에서 경영의 주체적 목표를 실현할 수 있는 유리한 기회를 찾지 않으면 안 된다. 이 점이 창조적 경영(創造的經營, creative management)에 있어서의 창조성의 핵심이다. 통제중심의 경영에서는 위험성을 가급적 피하는 견실경영(堅實經營)을 지향(志向)하는 것이지만 창조적 경영은 창조와 혁신을 지향하는 반면 위험성을 무릅쓰고 나가는 경영이다. 창조적 경영이 요청되는 오늘날의 상황에서는 현상에 만족하는 경영이야말로 최대의 위험성으로 간주되기까지 한다. 치열한 경쟁과 소비구조의 변화 등 외부환경이 부단히 변화하고 있는 속에서 보수적(保守的) 경영을 한다는 것은 혁신적인 적극 경영보다 훨씬 위험성을 수반하기 때문이다. 창조적 경영은 모든 조직 구성원의 창조적 사고와 창조적 활동이 보장되며 또 그것을 집약할 수 있는 독자적 조직, 예컨대 기획부·연구개발부·연구소 등의 조직이 갖추어야 하면서 브레인 스토밍(brain storming)과 청년중역회(靑年重役會：board of junior directors) 제안제도(提案制度), 프로젝트팀 또는 특정 연구회 등을 두어 그들의 연구성과를 최고경영층은 적절히 평가하여야 한다.

### 경영의 관리적 기능

#### 경영계획
경영활동은 장래를 내다보면서 현재 최선을 다하는 활동이다. 따라서 이에는 계획적 활동이 필수적이다. 경영계획(經營計劃, business planning)은 부단히 기술혁신(技術革新：innovation)이 진행되고 있는 오늘날 기업환경의 변화에 대응하면서 장래의 혁신적 방향을 제시한다는 점에서 매우 중요한 의의를 가진다. 또 그것은 내부통제(內部統制)의 기준이 된다. 계획에 뒤따르는 것이 통제인데 통제를 유효하게 전개하려면 기준이 마련되어야 한다. 이 기준이 곧 경영계획이다.
경영계획을 설정하려면 경영의 목표·방침의 결정문제가 선행(先行)된다. 경영방침의 내용에 포함해야 할 것은 다음과 같다.
① 수익성,
② 시장점유율(market share),
③ 기술혁신,
④ 생산성
⑤ 설비·원재료 조달에 관한 방침,
⑥ 자금의 조달에 관한 방침,
⑦ 종업원의 노임·노동조건·교육 등에 관한 경영방침,
⑧ 경영관리자의 육성에 관한 경영방침 등
이러한 개개의 경영방침은 상호간에 조화가 유지돼야 한다.
경영계획은 장래의 행위에 관한 것이지만 장래의 기간을 어떻게 잡느냐의 문제가 생긴다. 이것이 기간계획(期間計劃：period planning)이다. 이 기간을 1영업기간으로 하는 계획을 단기계획(短期計劃：short－term planning)이라 한다. 이에 비해 장기계획(장기계획：long－term planning)은 보통 1년 이상 3년 정도 또는 그 이상에 걸친 계획이다. 단기계획은 현재의 기계설비를 전제로 하여 행해지는 업무활동의 계획, 이른바 활동계획(活動計劃)이고 장기계획은 기계·설비 기타 여러 가지 정책적 개변(改變) 계획까지 포함한 계획으로 이른바 구조계획(構造計劃)인 것이다. 단기계획이 경영활동의 실시계획임에 대하여 장기계획은 경영자의 전략적 의사결정과 경영구조혁신을 위한 계획이므로 그 중점은 장기적 각 개별계획의 종합조정에 있다. 가령 3개년의 설비투자 계획을 중축(中軸)으로 하여 신제품개발계획·자금계획·요원계획·생산계획·판매계획·구매계획 등의 각 개별영역의 계획이 상호밀접하게 조정되어 종합적 장기계획을 설정하는 따위이다.

#### 이익계획
기업의 제1차적 목표는 수익성의 확보에 있다. 따라서 경영관리 활동에서 이익계획(利益計劃:profit planning)은 중요한 비중을 차지한다. 이익계획은 기업의 종합관리인 이익관리(利益管理：profit management)의 일환으로 설정된다. 즉, 전사적(全社的) 관점에서 이익목포를 책정하고 이에 준거하여 각 부문에서 실시책임과 결부된 실시계획으로서 예산을 편성하고 이들
실시계획을 통해서 화폐가치적 계수(計數)로 파악한다.
이익목표 내지 대체적 이익계획은 예산편성에서의 목표이익 달성을 위한 종합적 조정기반이
되며, 그 결과 편성되고 승인된 예산은 이익목표를 구체화한 달성목표가 되는 것이다.
이러한 이익계획은 어떠한 내용을 갖는가. 그 내용은 수익성 목적과 유동성 목적을
중축(中軸)으로 한 것이며, 그 체계는 그림과 같다.
| 이익계획 (광의) | 이익계획 (협의)         | 수익계획 비용계획           | 손익예산 |
| 이익계획 (광의) |                         |                             |          |
| 이익계획 (광의) | 자금계획 (자본구조계획) | 운전자금계획 비유동자산계획 | 자금예산 |

이익계획에서는 수익성의 대표비율로서 자본이익률(資本利益率)이 그리고 재무유동성(財務流動性)의
대표 비율로서 순운전자본회전율(純運轉資本回轉率)이 설정되어 그 기준이 표시되는 것이 바람직하다.

#### 예산편성과 예산관리
예산편성(豫算編成)의 방법에는 ① 각 업무부문에서 각 부문예산 원안을 제출하게 하는 방법, ② 낙하산식으로 톱이 결정한 각 부문예산을 지시하는 방법, ③ 톱이 예산의 결정전에 각 부문의 의향을 들어보는 절충방법이 있지만 일반적인 편성방법은 톱이 먼저 각 부문에 예산편성 방침을 시달하고 이에 의거하여 각 부문이 제출하는 예산안을 톱이 종합·조종하는 방법을 쓴다. 예산편성에 있어서는 ① 경제주의(최소의 경비와 최대의 효과)에 입각한 수익성 원칙, ② 통제가능비와 통제불능비와 책임 구분의 원칙, ③ 관련자가 예산편성에 모두 참여하는 참가의 원칙, ④ 실정의 변동을 고려한 예산탄력성 원칙 등이 적용되어야 한다.
한편 예산이 집행단계에 들어가면 예산제도에 의한 집행활동의 관리가 유효적절하게 이루어지도록 하여야 한다. 예산관리(豫算管理)에는 ① 예산에 대한 인식의 제고(提高), ② 기중(期中) 체크, ③ 기말 차이 분석과 조치의 3개 단계가 있다. 예산집행에 있어서는 각 업무부분에 대하여 사전에 예산의식을 철저하게 주지시키는 것이 무엇보다 중요하다. 예산 항목별로 관리 담당책임자를 두는 것은 가장 엄격한 방법이라 하겠다. 다음에는 예산기간 중에서 예산 카드를 사용하여 예산과 비교적 실적의 진행사항을 체크한다. 그 기록과 체크를 각 업무부분에 위임하는 것을 자기통제(自己統制)라고 한다. 끝으로 기말차이 분석(期末差異分析)에서는 매분기별(每分期別)로 수익면에 있어서의 예산과 실적의 차이, 그리고 비용면에 있어서의 예산과 실적의 차이를 계측한다. 단순한 차이의 파악만으로는 무의미하며, 그 차이의 원인이 무엇인가를 분석하고 또 차이가 통제가능한 것인가 또는 통제불가능한 것인가를 판별하여 시정조치를 강구하는 일이 중요한 것이다.

## 경영의 민주화와 합리화
경영은 생산기술적 조직이므로 거기에는 비인간적인 경제원리나 기술원리가 지배하는 국면이 많다. 그러나 경영조직과 인간의 관계는 불가분의 관계에 있다. 현대사회는 민주적 사회이므로 기업 내지 경영에 민주화 원리를 도입하여 경영민주주의를 확립하는 과정이 경영민주화(經營民主化) 내지 기업민주화이다.
경영민주화의 국면으로는 다음과 같은 것이 있다.
(1) 특정 소수재벌로부터 기업의 소유를 해방시켜 대중에게 소유의 기회를 제공함과 아울러 대중소유자를 보호한다.
(2) 사용자(고용자)와 근로자(피고용자) 사이는 가부장적 내지 권력적인 노사관계(勞使關係) 대신에 상호신뢰와 대등한 지위를 전제로 하는 협약으로써 노사관계의 민주화를 실현한다. 대립적인 노사분규를 야기하는 투쟁방식보다는 노사간의 경영협의회 또는 노동자 대표의 경영참여제도 등을 통한 노사협력체제로써 쌍방의 이해관계를 조정하고 노동생산성을 높이는 것이 기업뿐만 아니라 사회적 관점에서도 유익하기 때문이다.
(3) 인간을 기계시하는 관리 내지 조직체제를 벗어나 인간은 의욕과 창조력을 가진 주체적 존재라는 인간관에 입각하여 관리와 조직을 개선함으로써 인간성의 회복을 실현한다.
(4) 분배면에서 노사가 동등한 입장에서 임금, 그 밖의 노동조건을 협약하고 기업이윤을 출자자에게만 배당하는 것이 아니고 근로자에게도 그 일부를 분배하는 방식을 쓴다. 이렇게 하여 경영이 내외적으로 민주적인 질서가 확립되었을 때 기업은 영속할 수 있고, 산업사회는 민주적으로 평화를 유지할 수 있다.

### 소유와 경영의 분리
대규모 주식회사 기업에 있어서 '소유와 경영의 분리'를 빼놓고는 오늘날의 기업성격을 고찰할 수 없다. 특히 경영학의 이론적 문제로서 기업이론을 고찰하는 경우, 제일 중심적인 명제가 되는 것이 소유와 경영의 분리문제이기 때문이다. 소유와 경영의 분리는 우선 대규모 주식회사 기업에서 주식소유의 분산현황을 통계적으로 조사 해 봄으로써 논할 수 있다. 현재 선진국에서의 조사에 의한 대규모 주식회사 기업의 주식소유 분산상태로 본 주식회사 기업의 지배형태는 다음과 같다. 즉, ① 거의 완전소유에 의한 지배, ② 과반수 지배, ③ 지주회사에 의한 피라미드형의 지배 또는 무의결권주(無議決權株)의 이용 및 의결권 신탁(信託)에 의한 지배, ④ 소수지배, ⑤ 경영지배 등이 그 것이다. 이상의 분류에서 ② 이하의 지배형태가 출현하게 된 것은, 첫째로 법률가들이 주장한 자산에 대한 전통적 견해의 수정과, 둘째로 스미스(A. Smith) 이래의 경제학자들이 주장해 온 위험부담과 기업의 합리적 운영에 대한 보수로서 이윤에 대한 전통적 견해의 수정에 의한 것이라고 하겠다.
그리고 주식회사의 새로운 개념으로서 주주를 위한 것도 아니고 지배자를 위한 것도 아닌, 보다 큰 사회적 이익을 위해 운영되어야 한다는 이론이 나왔다. 그러나 주식 소유의 분산은 단지 분리, 특히 자본지배와 경영의 분리를 의미하는 것은 아니다. 분산이라는 양적 사실로는 자본지배의 질적 변화가 문제로 되지 않기 때문이다. 따라서 한편으로는 특정 대주주의 과반수 지배나 기능자본가의 소수지배 또는 지주회사(持株會社)나 금융자본에 의한 주식회사 지배 등의 형태가 있는가 하면, 다른 한편으로는 일반투자가의 사채권자화(社債權者化), 주식의 사채화, 배당의 이자화 등의 지배형태가 논의된다. 그리고 주식소유의 분산이 고도화되고, 소유와 경영이 분리되었다고 해도 이런 요인들이 오늘날 기업성격을 어느 정도 변화시켰는가는 기업관(企業觀)에 따라 여러 가지 의견이 있다.

### 기업의 민주화
기업경영의 합리화는 기업의 민주화를 전제로 한다. 이것은 경영합리화의 방식으로서 무엇보다도 먼저 생각나는 테일러 시스템(Taylor system)에 대하여, 노동조합이 ① 분배의 불공정, ② 노동자의 기계화, ③ 경영독재제, ④ 노동조합운동의 부정을 꾀하는 것이라 하여 반대했는데, 이 4가지 반대 이유를 극복하려고 그 후 합리화가 고려되었다는 점에서도 명백히 알 수 있다. 즉 1920년대의 인사관리, 노동조합을 적극적으로 승인하고 단체교섭을 위한 포드(H. Ford)의 노무관리는 고임금저가격(高賃金低價格)을 이념으로 했고, 1945년 이후 미국의 일부 대기업에서 실천된 인간관계관리에 있어서는 직장의 종업원을 기계나 무의지의 동물로서가 아니라, 전체적 상황으로서 행동하는 인간으로 생각하고, 현장의 노무관리에 민주화 사상을 도입하고 있는 것이다.
이와 같은 오늘날 합리화는 단지 능률적 견해에 멈추는 것이 아니고, 민주화의 견해를 도입, 고찰하고 있다. 노사협의제(勞使協議制)의 도입이나 노동조합의 경영참가 없이 테일러 시스템에 대한 노동조합의 반대 이유의 제3항, 즉 경영독재제의 해결이 있을 수 없는 것은 경영학의 상식이다. 따라서 경영합리화의 전제가 민주화인 것은 1952년 이후 오늘날까지 생산성 향상운동에 있어서 노동조합의 적극적 참가가 요청되고 있는 점으로도 분명하다. 여기서는 기업의 민주화를 노동자의 단결에 의해 노동조건을 개선하려는 노력을 단지 보호하는 것만이 아니라, 더 나아가 경영에 대한 노동자의 발언권을 적극적으로 인정하는 방책까지도 생각한다. 이러한 기업의 민주화는 우선 노동보호입법으로서 시작하고, 노동자의 단결권·단체교섭권의 승인으로 계속된다. 단체교섭권의 승인은 노동조합의 경영권 침해라는 비판도 있으나, 오늘날에는 일반적으로 노사공동(union-management cooperation)에 1보 접근한 것이라고 해석한다.

### 노동조합의 경영참가
한편 기업의 민주화는 산업민주주의(industrial democracy)의 이념에서 노사협의제가 안출되기에 이르렀다. 노사협의제로 유명한 것은 영국의 '공장위원회'로서 이것은 노사동수(勞使同數)의 대표에 의해 구성되는 연합협의회(joint commity)이다. 또한 독일의 경영협의회(Betribsart)는 종업원 대표만으로 구성되어 있다. 기업민주화가 더욱 진전하면 노동조합의 경영참가가 나타나는 바, 경영참가제를 노사협의제(勞使協議制)에 포함하는 논자도 있으나, 이때의 참가는 기업의 최고의사 결정의 참가로서 협의와는 구별되어야 한다. 이러한 의미에서 경영참가는 서독의 '공동결정법(Gesetz fur Mitbestimungsrecht)'과 '경영조직법'에서 볼 수 있다. 예를 들면 공동결정법에서는 기업의 최고 의사결정기관인 감사역회(監査役會)에 2명의 조합대표를 보내도록 규정되어 있다. 이러한 경영참가, 즉 공동결정에 대하여 산업민주주의자는 노동조합의 본래의 입장은 조합원의 경제적 지위 옹호이기 때문에 협의에서 그쳐야 하고, 기업의 톱에 있어서는 단체교섭의 여지를 보류해야 된다고 비판하고 있다. 그런데 노동자의 단결권(團結權)과 단체교섭권을 인정하고 노동조합운동을 촉진, 노사협의제에서 한 걸음 더나아가 노사(勞使)의 공동결정권을 인정하게 되면, 기업의 민주화의 주장 이외에 독점금지와 경제력 집중배제 등의 정책에 의한 자유사기업(自由私企業)을 유지하려 하는 경제민주화(經濟民主化)가 있는바, 전자를 적극적 기업민주화라 한다면, 후자는 소극적 기업민주화라고 할 수 있다. 이와 같이 기업의 민주화는 소유와 경영의 분리를 기초로, 자본성(資本性)을 부정하고, 사회공익성을 기업목적으로 생각, 경영자의 중립화, 자본의 지위후퇴, 노동의 지위 향상 등에 의해 중간 경영자가 노사간의 이해조정을 꾀하는 데서 본격화되었다.

## 경영의 사회적 책임과 공공성

### 경영의 사회적 책임
법률학, 특히 근대법을 일관하고 있는 개인주의 법률관은 ① 계약의 자유, ② 사유권(私有權)의 절대화, ③ 과실책임의 3대원칙 위에 세워졌던 것이나 19세기 말부터 20세기에 걸친 사회변화에 따라 이 대원칙의 수정·비판·확대 해석이 각 방면에서 이어났다. 특히 기업규모와 기업의 사회 각 방면에 대한 접촉이 확대되고, 기업과 사회의 관계가 복잡해짐에 따라, 또 사회에 미치는 영향이 커짐에 따라 이러한 상황에서 일어나는 법률현상을 종래의 법률관으로는 공정타당하게 처리할 수 없게 되었다. 예를 들면 교통기관에 의한 재해, 공장의 매연·오염·폭발 등으로 인한 재해, 도시의 팽창·발전으로 인한 주민과의 마찰 및 충돌은 각각 특이한 사정에 기인한 것으로서, '과실이면 책임'이라는 원칙으로 간단히 처리할 수가 없게 된 것이다. 법률로는 이러한 관계를 '사회적 책임'이라고 부르며 이 사회적 책임에 대해서는 '과실이면 책임'이라는 원칙에 의하지 않고 무과실책임(無過失責任)이라는 것을 인정하고 있다. 소유권에 있어서도 오늘날에는 그 이용과 처분에 대해서는 사회적인 제반사항을 고려해야 한다고 하여 제한이 가해지게 되었다. '소유권은 의무를 수반한다'는 사상이 이에 대한 대표적인 주장이다.

### 기업의 공공성
법률과 경제의 순환이라는 면에서 보면 이것은 동일물의 형식과 내용이 되는데, 법률사조의 변화에 따라 당연히 경제사회에도 그 변화가 나타나고 있다. 이것을 주식회사에서 예를 찾아보면, 1세기 전까지는 규모도 적고 경영목적도 주주의 이익만을 위하여 경영되고 있었다. 그러나 오늘날의 주식회사는 ① 규모도 당시와는 비교할 수 없을 정도로 거대해졌고, ② 기업의 소유자와 경영자의 별개의 것이 되었으며, ③ 기업의 경영목적도 이윤추구만이 아니라 사회적 견지에서 고려할 필요가 생기게 된 것이다. 이러한 것은 주식회사 자체의 성격에 큰 변화를 일으키고 있는 것으로, 오늘날의 주식회사에서는 주주는 개인으로서는 회사자산의 소유자가 아니고, 회사자산은 회사 자체가 소유하게 되었다. 즉, 주주 개인은 회사에 대해 어느 정도 이해관계를 갖고 있을 뿐, 회사를 지배할 수는 없게 된 것이다. 따라서 주주는 다만 집단으로서 회사재산을 소극적으로 소유하는 것에 지나지 않으며, 회사 재산은 경영자가 소유하는 것으로 되었다. 회사에서 참여권에 대해서도 주주는 집단으로 참가하는 것이고, 개인으로서의 참여권은 인정되지 않는다. 또한 회사의 재산을 사용하여 얻은 이윤의 분배에 대한 요구권도 집단으로서 소유하는 것에 지나지 않는다. 더욱이 이윤분배 청구권도 확대·발전한 회사에서는 경영자에게 위양되어 있으며, 이윤은 증권 소유자에 의해 수취(受取)되어야 한다는 고전적 이론은 이미 통용되지 못한다. 즉, 오늘날의 주식회사는 주주는 이윤의 획득을 경영자에게 위양하고, 이윤분배까지도 경영자에게 위양하고 있으므로 주주의 이익에 상위된다 하더라도 경영자는 권한을 법령·정관 등에 따라 집행할 수 있는 것이다. 여기에서 '기업은 사회적인 존재물' 또는 '기업은 사회의 공기(公器)'라고 말할 수 있다.

### 경영자의 사회적 책임
기업이 '사회적 존재물'이고, '사회의 공기(公器)'도 됨에 따라 기업경영은 과거와 같이 수수를 위한 이윤추구만이 아니고, 사회적인 공기로서의 역할을 수행하는 사회적 책임이 부과되게 되었다. 따라서 기업경영자에게는 다음과 같은 사항에 대한 사회적 책임이 부과되었고, 이에 따라 경영자의 활동 목표에도 다음과 같은 변화를 일으켰다.
① 경영자는 사업으로서의 충분한 이윤을 올리도록 경영활동을 이끌어 나가지 않으면 안 되지만, 충분한 이윤을 올림으로써 주주에게 봉사하는 이상으로 일반사회에 대해서도 가능한 한 최대의 봉사를 해야 한다.
② 오늘날의 기업은 과거와 같이 자유기업이 아니고 정부와 민간단체로부터 통제를 받으며, 또 많은 사람들이 기업에 대해 발언권을 갖고 있기 때문에 공정한 경쟁과 동업자와의 협정에 대해 고려해야 한다.
③ 경영에 관계하는 주주·종업원·소비자·도업자 및 사회에의 봉사와 이익의 조화·유지도 고려해야 한다. 즉, 경영자가 기업을 통솔하고 성장·발전시켜야 하는 것은 일반사회의 부탁에 보답하는 사회적 책임이며, 이 요청에 보답하기 위해서 경영자는 기업의 기본목표를 확립하고, 이윤·분배·조직·인사에 대하여 적극적인 대책을 강구할 책임이 있다.
이러한 점에서 경영자의 실천항목으로 ① 기술혁신과 시장개척을 중심으로 기업소득의 증대, ② 기업소득의 공정분배, ③ 후계경영자 양성 등을 들 수 있다.

### 기업소득의 증가
공정한 경쟁으로 공정이윤을 올리려고 노력하는 것은 자본주의 경제발전의 원동력이 되며, 기업경영의 최고목표가 된다. 그러나 이 이윤은 타인의 부당한 손실이나 희생 위에 얻어지는 것이어서는 안 되며, 경영자의 창조적 기능에 의한 경제 제요소의 새로운 결합, 즉 기술혁신과 시장개척 등으로 이윤을 획득하는 것이어야 한다. 자본주의 경제의 발전과 영속은 이러한 이윤획득에 의해서만 얻어질 수 있기 때문이다. 이렇게 생겨나는 기업소득은 기업 외부의 여러 가지 요인 변동에서 생기는 우연적인 것과는 다르며, 근대경영자에게 필요한 장기적 시야를 갖는 계획적인 투자에서 생기는 것이다. 각 기업의 계획적인 투자는 경제를 안정적으로 성장시키는 것이나, 다른 한편으로는 이 투자에서 얻어지는 기업소득에 의해 우연적인 것이 아니라 계획적으로 안정적인 분배를 수행할 수 있게 된다. 그러나 이를 위해서는 기업 자체의 근대적 경영관리가 선행되어야 하며, 근대적 관리방식의 직접적 수입에 있어서는 기업이 소화해 내지 못하는 일이 없게 인더스트리얼 엔지니어링(industrial engineering)을 착실히 수행해야 하고, 기업의 근대화를 진전시키는 과정에 유의해야 한다. 동시에 소비자의 선택의 자유를 이념으로 하는 마케팅을 적극적으로 개발해 나가야 한다.

### 기업소득의 공정분배
기업은 말할 것도 없이 자본가·경영자·노동자의 결합체이며, 이들 사이의 인간관계 양부(良否)는 기업의 운명을 좌우한다. 그리고 이들의 양호한 인간관계를 유지하기 위하여 공정한 분배가 그 기초가 된다. 이것은 일의적(一義的)으로는 이들 3자에 대한 분배 절대액 그 자체를 증대하는 것이 가장 좋은 방법으로서, 분배의 원천인 기업소득을 증대하는 것이 선결문제이지만, 이를 분배하는 과정에 있어서는 어디까지나 공정(公正)을 기하는 것이 기업발전을 기약하는 일이다. 따라서 분배에 있어서의 임금은 코스트로서 능률과 관계되고, 생계비로서 인간성과 관계된 요구가 나오며, 또 구매력으로서 시장을 형성한다. 한편 사내유보(社內留保)는 내부자금의 원천으로서 생산력 및 위험에 대한 준비 등과 관련된다. 다시 말하면 기업이 양호한 인간관계를 동태적(動態的)으로 유지해 가면서 국민경제를 발전시켜 나가기 위해서는 경제합리성의 이면(裏面)인 휴머니즘이 경영자를 비롯하여 기업 전체에 넘쳐 흐르지 않으면안 되는 것이다. 여기에 현대자본주의 이념이 있다. '공정한 이윤'은 경제합리성의 척도이고, '공정한 분배'는 휴머니즘의 발로인 것이다.

### 경영자의 사회적 책임의 실천방법
경영자의 사회적 책임이 어떤 방법으로 실천되는가에 대해서 크라운 코르크 실회사(Crown Cork & Seal Company Inc.)의 예를 들어보면 다음과 같다. 우선 전문(前文)에서 보면 '개인과 조직과는 여러 가지 신념을 갖고 있다. 이 신념은 경영계획·방침 및 순서를 달성·지도하는 데 필요한 기초를 제공하는 것이다. 신념은 여러 가지이고, 또 오해·오역(誤譯)하기 쉽기 때문에 달성하려는 목표를 정확히 알 필요가 있다. 이것을 위해 우리의 경영의 신념과 목표의 스테이트먼트(statemant)를 공표'한다고 전제(前提)하고, 이것들에 대해 다음과 같이 규정하고 있다.

#### 경영의 신념
기업은 재화와 서비스의 제공에 있어 관련 주체들의 만족도를 높이기 위하여 존재하고 생동하는 기능적 제도이다. 또 기업은 단지 한 개의 조직·집단에 들면 주주·종업원·일반대중을 위해서만 존재하는 것이 아니고, 모든 조직·집단에 대해서 이익의 균등을 갖게 하기 위해 존재하는 것이다. 경영의 결과로서의 이익은 잘 운영된 경영의 산물이다. 이들 조직·집단의 권한·이해관계 및 책임은 떨어져 있어서는 안 되는 것이다. 기업에 있어서 경영자의 기획은 경제적·사회적으로 큰 책임을 갖고 있다. 이들 책무(責務：obligation)와 책임(責任：responsibility)은 업무에 대한 고도의 능력과 이를 수행하는 선량한 시민에게 질서를 제공하는 것이다. 개인과 기업과의 관계는 행위와 윤리의 최고기준에 의해 지배되어야 하는 것이다. 이런 신념으로 산업사회에서 인정된 리더십의 지위를 달성하고 보존하는 데 경영자는 노력을 경주해야 한다. 이러한 경영자의 책임을 다하여 리더십의 지위권을 얻기 위해서는, 경영자는 목표달성에 부단히 노력해야 한다.

## 같이 보기
- 기업
- 경영학
- 핵심 역량
- 기업 커뮤니케이션(영어판)
  - 위기 커뮤니케이션(영어판)
- 준법과 윤리 프로그램(영어판)
- PR (마케팅)
- 비즈니스 윤리(기업 윤리)
  - 평판 경영(영어판)
    - 로사 전(Rosa Chun) - 평판경영학 학자

  - 평판 자본(영어판)
- 기업지배구조
  - 일감 몰아주기(en:Tunneling (fraud), 터널링)
- 컨설턴트
  - 맥킨지 & 컴퍼니
  - 티플러스